# 真性半導体
真性半導体（しんせいはんどうたい、英: intrinsic semiconductor）とは、添加物を混ぜていない純粋な半導体のことを指す。しかし、実際には不純物などの欠陥は固体中に必ず存在するため、欠陥の影響を無視できるような半導体を真性半導体と見なすことになる。価電子帯の電子が熱や光によって伝導帯に励起することで、伝導帯には伝導電子が、価電子帯には正孔が生じ、この２種類が真性半導体のキャリアを担う。

価電子帯の電子が熱や光によって励起し、伝導帯に電子(黒丸)、価電子帯に正孔(白丸)が生じる。

## バンド間遷移
価電子帯にある電子がエネルギーを得て伝導帯へ遷移すること、あるいは伝導帯にある電子がエネルギーを放出して価電子帯に遷移することをバンド間遷移（inter-band transition）という。価電子帯の頂上と伝導帯の底の波数ベクトルが（ほぼ）一致するバンド間遷移を直接遷移、異なるバンド間遷移を間接遷移という。

### 直接遷移
光吸収によってバンド間遷移が起こるとき、価電子帯にある電子の波数ベクトルを kv、伝導帯に遷移した電子の波数ベクトルを kc、光の波数ベクトルを k とすると、
{\displaystyle {\boldsymbol {k}}_{v}-{\boldsymbol {k}}_{c}+{\boldsymbol {k}}={\boldsymbol {G}}_{m}}
が成立しなければならない。Gm は逆格子ベクトルである。kc と kv がブリュアンゾーン内にあり、光の波数ベクトルの大きさ |k| が |Gm| に比べて十分小さければ、{\displaystyle {\boldsymbol {k}}_{v}-{\boldsymbol {k}}_{c}+{\boldsymbol {k}}} がブリュアンゾーンの外に位置することはないため、{\displaystyle {\boldsymbol {G}}_{m}=0} としてもかまわない。よって、
{\displaystyle {\boldsymbol {k}}_{v}+{\boldsymbol {k}}={\boldsymbol {k}}_{c}}
となる。この式は電子と光（光子）の運動量保存則に相当する。光の波長 λ が単位胞の辺の長さ a に対して十分に長いとき、光の波数ベクトルの大きさ {\displaystyle |{\boldsymbol {k}}|=2\pi /\lambda } はブリュアンゾーンの大きさ（{\displaystyle 2\pi /a}）に比べて十分小さく無視できる。したがって、
{\displaystyle {\boldsymbol {k}}_{v}\simeq {\boldsymbol {k}}_{c}}
と近似できる。このように遷移前後で電子の波数ベクトルがほとんど変わらないバンド間遷移を直接遷移という。

### 間接遷移
間接遷移の場合、価電子帯の頂上と伝導帯の底の波数ベクトルが異なるため、光だけでは運動量保存則が成り立たず、バンド間遷移にフォノンの吸収・放出も関わることになる。光の角振動数を ω、フォノンの角振動数と波数ベクトルを ωp と kpとし、価電子帯および伝導帯の電子のエネルギーを Ev および Ec とすると、間接遷移のエネルギー保存則と運動量保存則は、フォノン吸収を伴う場合、
{\displaystyle E_{v}+\hbar \omega +\hbar \omega _{p}=E_{c}}
{\displaystyle {\boldsymbol {k}}_{v}+{\boldsymbol {k}}+{\boldsymbol {k}}_{p}={\boldsymbol {k}}_{c}}
フォノン放出を伴う場合、
{\displaystyle E_{v}+\hbar \omega -\hbar \omega _{p}=E_{c}}
{\displaystyle {\boldsymbol {k}}_{v}+{\boldsymbol {k}}-{\boldsymbol {k}}_{p}={\boldsymbol {k}}_{c}}
を満たす。フォノンのエネルギーは 30 meV 程度であるのに対し、バンドギャップ Eg は 1 eV 程度であるため、エネルギー保存則は光子のエネルギーが主に関わっている。フォノンの波数ベクトルはブリュアンゾーン全域に渡るため、価電子帯と伝導帯の電子の波数ベクトルが一致する必要はない。

## 真性キャリア密度

オレンジ：半導体の状態密度（上は伝導帯、下は価電子帯）、青：電子のフェルミ分布、緑：キャリア密度（上は電子、下は正孔）

本節では、真性半導体のキャリア密度を導出する。

### エネルギー分散
真性半導体におけるキャリア密度を導出するために、価電子帯と伝導帯のエネルギー分散を単純化する。価電子帯も伝導帯も１つのバンドから成り、それぞれの有効質量に異方性がないものとする。つまり、放物線近似を適用したエネルギー分散を考える。
伝導帯：
{\displaystyle E(k)=E_{c}+{\frac {\hbar ^{2}}{2m_{e}^{*}}}\left(k_{x}^{2}+k_{y}^{2}+k_{z}^{2}\right)}
価電子帯：
{\displaystyle E(k)=E_{v}-{\frac {\hbar ^{2}}{2m_{h}^{*}}}\left(k_{x}^{2}+k_{y}^{2}+k_{z}^{2}\right)}
ここで Ec は伝導帯の底のエネルギー、Ev は価電子帯の頂上のエネルギー、me* は伝導帯における電子の有効質量、mh* は価電子帯における正孔の有効質量である。

### 状態密度
それぞれのバンドの状態密度は、自由電子モデルの状態密度における電子の質量をそれぞれの有効質量に置き換え、エネルギーの原点を Ec と Ev にシフトさせたものになる。
伝導帯：
{\displaystyle D_{c}(E)={\frac {V}{2\pi ^{2}}}\left({\frac {2m_{e}^{*}}{\hbar ^{2}}}\right)^{3/2}\left(E-E_{c}\right)^{1/2}}
価電子帯：
{\displaystyle D_{v}(E)={\frac {V}{2\pi ^{2}}}\left({\frac {2m_{h}^{*}}{\hbar ^{2}}}\right)^{3/2}\left(E_{v}-E\right)^{1/2}}

### 分布関数
温度 T のとき、電子がエネルギー E の状態を占有する確率はフェルミ分布関数 fF(E, T) で与えられる。それに対して、正孔がエネルギー E の状態を占有する確率は、電子がその状態を占有しない確率に等しい。よって、伝導帯の電子の分布関数 fe(E, T) と価電子帯の正孔の分布関数 fh(E, T) はそれぞれ
{\displaystyle f_{e}(E,T)=f_{F}(E,T)={\frac {1}{\mathrm {e} ^{E-E_{f}/k_{B}T}+1}}\approx \mathrm {e} ^{-(E-E_{f})/k_{B}T}}
{\displaystyle f_{h}(E,T)=1-f_{e}(E,T)={\frac {1}{\mathrm {e} ^{E_{f}-E/k_{B}T}+1}}\approx \mathrm {e} ^{-(E_{f}-E)/k_{B}T}}
となる。Ef はフェルミ準位である。電子の分布関数において、{\displaystyle E-E_{f}\gg k_{B}T} であれば、フェルミ分布関数はボルツマン分布に近似できる。正孔の分布関数においても同様であり、その近似条件は {\displaystyle E_{f}-E\gg k_{B}T} である。

### 電子密度・正孔密度
半導体の電気伝導を担うキャリアは、伝導帯にある伝導電子と価電子帯に生じた正孔である。電子密度 ne と正孔密度 nh は、それぞれの状態密度と分布関数の積を適切な積分範囲で積分し、占有体積で割ることで得られる。
{\displaystyle n_{e}={\frac {1}{V}}\int _{E_{c}}^{\infty }D_{c}(E)f_{e}(E,T)\mathrm {d} E}
{\displaystyle n_{h}={\frac {1}{V}}\int _{-\infty }^{E_{v}}D_{v}(E)f_{h}(E,T)\mathrm {d} E}
これらを実際に計算すると、
{\displaystyle n_{e}\approx {\frac {1}{2\pi ^{2}}}\left({\frac {2m_{e}^{*}}{\hbar ^{2}}}\right)^{3/2}\int _{E_{c}}^{\infty }(E-E_{c})^{1/2}\mathrm {e} ^{-(E-E_{f})/k_{B}T}\mathrm {d} E=2\left({\frac {m_{e}^{*}k_{B}T}{2\pi \hbar ^{2}}}\right)^{3/2}\mathrm {e} ^{-(E_{c}-E_{f})/k_{B}T}=N_{c}\mathrm {e} ^{-(E_{c}-E_{f})/k_{B}T}}
{\displaystyle n_{h}\approx {\frac {1}{2\pi ^{2}}}\left({\frac {2m_{h}^{*}}{\hbar ^{2}}}\right)^{3/2}\int _{-\infty }^{E_{v}}(E_{v}-E)^{1/2}\mathrm {e} ^{-(E_{f}-E)/k_{B}T}\mathrm {d} E=2\left({\frac {m_{h}^{*}k_{B}T}{2\pi \hbar ^{2}}}\right)^{3/2}\mathrm {e} ^{-(E_{f}-E_{v})/k_{B}T}=N_{v}\mathrm {e} ^{-(E_{f}-E_{v})/k_{B}T}}
となる。Nc は伝導帯の有効状態密度、Nv は価電子帯の有効状態密度である。

### 真性キャリア密度
半導体のキャリア密度の2乗は電子密度 ne と正孔密度 nh の積に等しいことから
{\displaystyle n_{e}n_{h}=4\left({\frac {k_{B}T}{2\pi \hbar ^{2}}}\right)^{3}\left(m_{e}^{*}m_{h}^{*}\right)^{3/2}\mathrm {e} ^{-(E_{c}-E_{v})/k_{B}T}=N_{c}N_{v}\mathrm {e} ^{-E_{g}/k_{B}T}=n_{i}^{2}}
となる。ここで Eg=Ec - Ev はバンドギャップエネルギーである。真性半導体では、電荷を持つのは電子と正孔だけなので、電気的中性条件より ne = nh が成り立つ。よって、真性半導体のキャリア密度は
{\displaystyle n_{i}=n_{e}=n_{h}=2\left({\frac {k_{B}T}{2\pi \hbar ^{2}}}\right)^{\frac {3}{2}}\left(m_{e}^{*}m_{h}^{*}\right)^{\frac {3}{4}}e^{-{\frac {E_{g}}{2k_{B}T}}}=\left(N_{c}N_{v}\right)^{\frac {1}{2}}e^{-{\frac {E_{g}}{2k_{B}T}}}}
となり、ni を真性キャリア密度（intrinsic carrier concentration または intrinsic carrier density）という。

## その他の特徴

### フェルミ準位
真性半導体のフェルミ準位は、ne = nh であることから以下の形で表記される。
{\displaystyle E_{f}={{E_{c}+E_{v}} \over 2}+{1 \over 2}k_{B}T\ln \left({N_{v} \over N_{c}}\right)={{E_{c}+E_{v}} \over 2}+{3 \over 4}k_{B}T\ln \left({m_{h}^{*} \over m_{e}^{*}}\right)}
この第2項は第１項に比べて小さいため、真性半導体のフェルミ準位はバンドギャップのほぼ中央に位置する。

### 温度依存性
価電子帯・伝導帯の有効状態密度は温度に依存する量であるが、近似的に無視できるため、真性キャリア密度は
{\displaystyle n_{i}\propto \mathrm {e} ^{-E_{g}/2k_{B}T}}
のように、バンドギャップ Eg の半分を活性化エネルギーとするような温度依存性を示す。よって、温度の逆数に対して真性キャリア密度の自然対数をプロットすると、直線が得られる（アレニウスプロット）。そのグラフの傾きからバンドギャップエネルギーを実験的に見積もることができる。

### ドーピング
真性半導体ではキャリア密度が 1010 cm-3 以下と非常に低く、真性半導体に不純物をドーピングした不純物半導体（外因性半導体）のキャリア密度より約10桁近く低い。また、キャリア密度はドープされた不純物の種類と濃度に依存して選択的に調整することができる。つまり、半導体の電気伝導を人為的に制御できる。これが不純物半導体が電子機器、ひいては社会で重宝される理由である。
先述の通り、完全に純粋な半導体は存在しない。GaAs の真性キャリア密度は 5×107 cm-3 であるが、市場で手に入る最も純粋な単結晶でも、意図しないドーピングにより約 1016 cm-3（300 K において）のキャリア密度が生じる。

### キャリア移動度
真性半導体では、不純物がドーピングされていないため、キャリアはイオン化不純物散乱の影響を受けない。その結果、ドーピングされている際と比較して、非常に高い移動度を示す。しかし、前述のように真性半導体ではキャリア密度が非常に低いため、これを利用した用途は限定される。ヘテロ構造による二次元電子ガスを利用した半導体素子(例えば、HEMT)の様な用途がある。